# Patricio O'Ward
Patricio « Pato » O'Ward, né le 6 mai 1999 à Monterrey (Mexique), est un pilote automobile mexicain engagé en IndyCar Series au sein de l'équipe Arrow McLaren SP en 2020. Son meilleur résultat atteint est actuellement une troisième place au classement final du championnat d'IndyCar Series 2021. Il a également participé à des essais en Formule 1 pour McLaren Racing en 2021 et en 2022.
Durant sa carrière professionnelle débutée en 2013, Patricio O'Ward a notamment remporté le championnat Indy Lights, l'antichambre de l'IndyCar Series, en 2018. Il a également couru en endurance et a remporté le WeatherTech SportsCar Championship en 2017 en catégorie Prototype Challenge.

## Biographie

### Débuts en sports mécaniques
Patricio O'Ward commence sa carrière de pilote en karting à la fin de l'année 2005. En 2013, O'Ward participe à ses premières courses en monoplace dans différents championnats: Latam Fórmula 2000 (en), Formula Renault 1.6 NEC et Pacific F2000 (en). En 2014, il prend part au Championnat de France F4.
En 2015, il s'engage en Pro Mazda Championship, troisième division du Road to Indy qui prépare les pilotes à l'IndyCar Series. Il termine sixième du championnat en 2015 et deuxième en 2016. Il prend aussi part au Championnat de Formule 4 de la NACAM 2015-2016 et termine troisième. Il participe à quelques courses en Indy Lights lors de la saison 2017. La même année, il participe en parallèle en endurance au WeatherTech SportsCar Championship en catégorie Prototype Challenge avec l'équipe Performance Tech Motorsports. O'Ward et son coéquipier James French remporte notamment dans leur catégorie les 24 Heures de Daytona et les 12 Heures de Sebring. Il remporte le championnat 2017 et la North American Endurance Cup.

### Champion d'Indy Lights et débuts en IndyCar
En 2018, O'Ward s'engage en Indy Lights avec l'écurie Andretti Autosport. Il remporte 9 des 17 courses du championnat, le titre de Rookie of the year et termine à la première place du classement des pilotes de l'Indy Lights 2017. Tout juste couronné champion, il fait ses débuts en IndyCar Series avec l'équipe Harding Racing sur le circuit du Sonoma Raceway. Il termine neuvième de sa première course dans la catégorie.

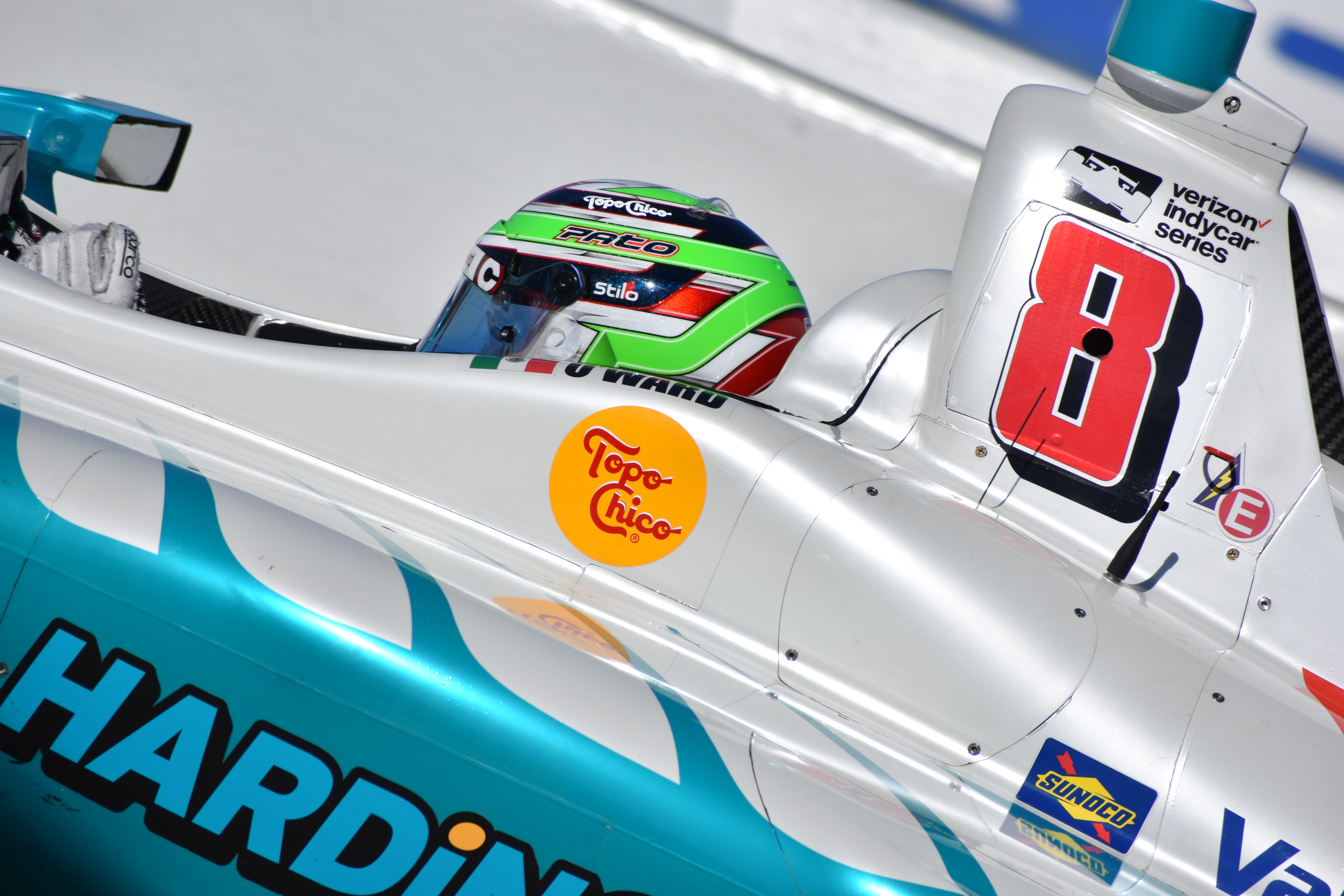
Pato O'Ward en IndyCar en 2018.

Pour la saison 2019, le pilote est dans un premier temps pressenti pour courir une saison complète d'IndyCar Series sous les couleurs d'Harding Racing. Mais O'Ward s'engage finalement avec l'équipe Carlin pour 13 courses. Il devient alors le pilote de la seconde voiture de l'équipe et la troisième dans le cadre des 500 miles d'Indianapolis 2019.
Au mois de mai, il signe avec la Red Bull Junior Team et prend part à deux course du Championnat de Formule 2 2019 à la place de Mahaveer Raghunathan, suspendu, et à la fin de saison du Championnat de Super Formula 2019 en remplacement de Dan Ticktum,. Cependant, le barème de la FIA n'accorde que peu de points de Superlicense à l'Indy Lights. Il n'est donc pas possible pour O'Ward d'obtenir les points nécessaires pour pouvoir prétendre à une place au championnat du monde de Formule 1 2020 et le pilote mexicain choisit de terminer son contrat avec Red Bull afin de se concentrer sur l'IndyCar Series.
Le 30 octobre 2019, Patricio O'Ward annonce son retour en IndyCar et la signature d'un contrat avec l'équipe Arrow McLaren SP pour la saison 2020. Pour sa première saison complète dans la catégorie, il termine à la 4e place du championnat. À la faveur de ces bons résultats, son équipe Arrow McLaren SP prolonge son contrat pour la saison 2021.

### Confirmation en IndyCar et essai en Formule 1
Après une saison 2020 convaincante, Pato O'Ward devient un prétendant sérieux pour le titre en 2021. De plus, pour encourager son pilote, le directeur exécutif de McLaren Racing Zak Brown promet au pilote mexicain un essai en Formule 1 au volant de la McLaren MCL35M s'il parvient à remporter au moins une course d'IndyCar Series. Les bons résultats arrivent rapidement pour le pilote qui obtient une pole position dès la première course de la saison. Patricio O'Ward remporte sa première course d'IndyCar lors de la deuxième course organisée lors du Grand Prix du Texas. Il devient le premier pilote mexicain à remporter une course d'IndyCar depuis Adrian Fernandez en 2004 et le premier pilote motorisé par Chevrolet non issu du Team Penske à remporter une course depuis 2016. Après avoir remporté sa première victoire, O'Ward n'est jamais redescendu en dessous de la troisième place au classement du championnat. Il remporte sa deuxième victoire de la saison lors du Grand Prix de Détroit. Pato O'Ward reste mathématiquement en lice pour le titre jusqu'à la dernière course, mais il échoue dans sa quête du championnat à la suite d'un abandon causé par un accident en début de course,. Il termine à la troisième place du championnat derrière Álex Palou et Josef Newgarden.
Comme promis en début de saison, Zak Brown permet à Patrio O'Ward de prendre part à des essais en Formule 1 au volant de la McLaren MCL35M. Le mexicain a pu conduire une ancienne F1 une première fois le 14 novembre 2021, lors d'une démonstration de la McLaren MP4/13 sur le circuit de Laguna Seca en présence du l'ancien champion Mika Häkkinen. Le 14 décembre 2021, Pato O'Ward teste la MCL35M dans le cadre d'un essai des nouveaux pneus de F1 fournis par Pirelli à la fin de la saison sur le circuit Yas Marina à Abou Dabi et obtient le quatrième meilleur temps après avoir effectué 92 tours. Malgré des rumeurs sur un éventuel passage en Formule 1, Zak Brown confirme la participation du mexicain à la saison 2022 d'IndyCar, mais d'autres tests du mexicain durant des essais libres sont envisageables. Il déclare également que O'Ward devrait remporter le championnat d'IndyCar Series pour que McLaren envisage de l'engager dans le championnat du monde de Formule 1.

## Carrière

### Résultats en monoplace
| Saison | Championnat                          | Équipe              | Courses | Victoires | Podiums | Pole positions | Meilleurs tours | Points | Classement |
| ------ | ------------------------------------ | ------------------- | ------- | --------- | ------- | -------------- | --------------- | ------ | ---------- |
| 2013   | Latam Fórmula 2000 (en)              | Paradise Racing     | 6       | 0         | 0       | 1              | 0               | 44     | 12e        |
| 2013   | Formula Renault 1.6 NEC              | Provily Racing      | 6       | 0         | 0       | 0              | 0               | 117    | 7e         |
| 2013   | Pacific F2000 (en)                   | Dave Freitas Racing | 5       | 4         | 5       | 2              | 5               | 165    | 5e         |
| 2014   | Championnat de France de Formule 4   | Auto Sport Academy  | 15      | 1         | 2       | 0              | 0               | 143    | 7e         |
| 2015   | Pro Mazda Championship               | Team Pelfrey        | 16      | 0         | 3       | 0              | 1               | 250    | 7e         |
| 2016   | Championnat de Formule 4 de la NACAM | Scuderia MartigaEG  | 13      | 6         | 11      | 1              | 5               | 247    | 3e         |
| 2016   | Pro Mazda Championship               | Team Pelfrey        | 15      | 7         | 9       | 5              | 8               | 393    | 2e         |
| 2017   | Indy Lights                          | Team Pelfrey        | 4       | 0         | 1       | 0              | 0               | 58     | 15e        |
| 2018   | Indy Lights                          | Andretti Autosport  | 17      | 9         | 13      | 9              | 4               | 491    | Champion   |
| 2018   | IndyCar Series                       | Harding Racing      | 1       | 0         | 0       | 0              | 0               | 44     | 31e        |
| 2019   | Formule 2                            | MP Motorsport       | 2       | 0         | 0       | 0              | 0               | 0      | 26e        |
| 2019   | Super Formula                        | Team Mugen          | 3       | 0         | 0       | 0              | 0               | 3      | 18e        |

### Résultats en IndyCar Series
| Saison | Écurie           | GP disputés | Pole positions | Victoires | Podiums | Meilleur tours | Points inscrits | Classement |
| ------ | ---------------- | ----------- | -------------- | --------- | ------- | -------------- | --------------- | ---------- |
| 2019   | Carlin           | 7           | 0              | 0         | 1       | 0              | 115             | 26e        |
| 2020   | Arrow McLaren SP | 16          | 1              | 0         | 1       | 4              | 416             | 4e         |
| 2021   | Arrow McLaren SP | 3           | 2              | 2         | 3       | 5              | 487             | 3e         |
| 2022   | Arrow McLaren SP | 16          | 2              | 2         | 1       | 4              | 480             | 7e         |
| 2023   | Arrow McLaren SP | 17          | 1              | 0         | 7       | 0              | 484             | 4e         |
| 2024   | Arrow McLaren SP | 18          | 0              | 3         | 6       | 1              | 460             | 5e         |
| 2025   | Arrow McLaren SP |             |                |           |         |                |                 |            |

### Résultats en endurance
| Saison | Championnat                                              | Équipe                       | Courses | Victoires | Podiums | Pole positions | Meilleurs tours | Points | Classement |
| ------ | -------------------------------------------------------- | ---------------------------- | ------- | --------- | ------- | -------------- | --------------- | ------ | ---------- |
| 2016   | Mazda Prototype Lites (en)                               | Performance Tech Motorsports | 2       | 0         | 1       | 0              | 0               | 32     | 16e        |
| 2017   | WeatherTech SportsCar Championship - Prototype Challenge | Performance Tech Motorsports | 8       | 7         | 8       | 0              | 8               | 283    | 1re        |
| 2018   | WeatherTech SportsCar Championship - Prototype           | Performance Tech Motorsports | 2       | 0         | 0       | 0              | 0               | 41     | 41e        |

### Autres résultats
| Saison | Championnat       | Équipe      | Courses | Victoires | Podiums | Pole positions | Meilleurs tours | Points | Classement |
| ------ | ----------------- | ----------- | ------- | --------- | ------- | -------------- | --------------- | ------ | ---------- |
| 2018   | Race of Champions | Team Mexico | 8       | 3         | 1       | 0              | 0               | N/A    | 3e         |